# Ginowan
Ginowan (jap. 宜野湾市 Ginowan-shi) – miasto w Japonii, w prefekturze Okinawa. W 2010 roku liczyło 91 856 mieszkańców. 
Miasto zostało założone 1 lipca 1962.